# Маркушбрієг
46°08′ пн. ш. 16°04′ сх. д. / 46.13° пн. ш. 16.06° сх. д.
Маркушбрієг (хорв. Markušbrijeg) — населений пункт у Хорватії, у Крапинсько-Загорській жупанії у складі громади Лобор.

## Населення
Населення за даними перепису 2011 року становило 488 осіб.
Динаміка чисельності населення поселення:

## Клімат
Середня річна температура становить 10,05 °C, середня максимальна – 24,03 °C, а середня мінімальна – -6,33 °C. Середня річна кількість опадів – 968 мм.
| Клімат поселення                              | Клімат поселення | Клімат поселення | Клімат поселення | Клімат поселення | Клімат поселення | Клімат поселення | Клімат поселення | Клімат поселення | Клімат поселення | Клімат поселення | Клімат поселення | Клімат поселення | Клімат поселення |
| Показник                                      | Січ.             | Лют.             | Бер.             | Квіт.            | Трав.            | Черв.            | Лип.             | Серп.            | Вер.             | Жовт.            | Лист.            | Груд.            |                  |
| Середній максимум, °C                         | 5,60             | 7,66             | 11,90            | 16,23            | 21,06            | 24,03            | 23,43            | 22,89            | 18,96            | 13,85            | 8,26             | 4,66             |                  |
| Середня температура, °C                       | −0,38            | 1,69             | 5,93             | 10,25            | 15,08            | 18,06            | 19,73            | 19,20            | 15,27            | 10,16            | 4,57             | 0,95             |                  |
| Середній мінімум, °C                          | −6,33            | −4,26            | −0,02            | 4,28             | 9,11             | 12,10            | 16,03            | 15,50            | 11,58            | 6,46             | 0,87             | −2,74            |                  |
| Норма опадів, мм                              | 48               | 50               | 67               | 73               | 82               | 112              | 94               | 97               | 92               | 93               | 92               | 68               |                  |
| Середньомісячна швидкість вітру, м/с          | 1.80             | 2.00             | 2.40             | 2.33             | 2.20             | 2.00             | 1.90             | 1.72             | 1.73             | 1.80             | 1.90             | 1.89             |                  |
| Середньомісячна сонячна радіація, кДж/м²·день | 4053             | 6844             | 10449            | 14856            | 18930            | 20627            | 21537            | 18662            | 13863            | 8662             | 4533             | 3243             |                  |
| --------------------------------------------- | ---------------- | ---------------- | ---------------- | ---------------- | ---------------- | ---------------- | ---------------- | ---------------- | ---------------- | ---------------- | ---------------- | ---------------- | ---------------- |
| Джерело:                                      |                  |                  |                  |                  |                  |                  |                  |                  |                  |                  |                  |                  |                  |